# Sophie Schulz
Sophie Schulz (23 de Maio de 1905 – 24 de Abril de 1975) foi uma política austríaca que serviu no Landtag da Baixa Áustria de 1959 a 1965 como membro do Partido Popular Austríaco. Durante o seu mandato, introduziu regulamentações revisadas para os spas e resorts de saúde do estado.

## Biografia
Sophie Schulz nasceu a 23 de Maio de 1905. Residente de Baden bei Wien, foi membro do Partido Social Cristão durante o período entreguerras. Após a guerra, ingressou no Partido Popular Austríaco. Schulz serviu como membro do conselho municipal de Baden de 1955 a 1965. Antes de entrar na política, era dona de casa.
No dia 5 de Novembro de 1959, Schulz tornou-se membro do Landtag da Baixa Áustria, sucedendo a Viktor Mullner. Durante o seu mandato, apresentou um projecto de lei que actualizaria os regulamentos para os spas e resorts de saúde do estado, substituindo uma lei de 1930 que se tornou redundante devido aos avanços científicos em balneoterapia. Especificamente, a lei esclarece quando um spa pode ser considerado um resort de saúde, impede que cidades sem spas se auto-denominem cidades termais e estabelece regulamentos de construção e saneamento. Schulz deixou o Landtag no final do seu mandato a 19 de Novembro de 1964.
Schulz faleceu em Baden, no dia 24 de Abril de 1975.